# Таланчук, Елена Михайловна
Елена Михайловна Таланчук (укр. Олена Михайлівна Таланчук; 31 августа 1943, Киров, СССР — 29 ноября 2003, Киев, Украина) — советский и украинский фольклорист, этнограф и литературовед, доктор филологических наук, профессор.

## Биография
Родилась в городе Киров РСФСР. Высшее образование получила в 1967 году на филологическом факультете на отделении русского языка и литературы Киевского университета.
С 1970 года работала в Киевском университете старшим лаборантом, преподавателем кафедры русского языка. С 1977 года — ассистент, доцент кафедры теории литературы и литературы народов СССР, доцент кафедры истории русской литературы.
С 1992 года на должности доцента, впоследствии профессора, созданной кафедры фольклористики. С 1992 до 2001 года руководила отделом фольклора и этнологии в Научно-исследовательском институте украиноведения МОН Украины.

## Научная и творческая деятельность
Научная тематика работ посвящена проблемам поэтики разных жанров фольклора, мифологической антропологии, украинской космогонии, истории, образам-символам в ритуальной традиции и современным тенденциям развития украинской фольклористики, взаимосвязям литературы и фольклора и тому подобное.
Была членом Учёного совета филологического факультета (1992—2002), специалист учёного совета по защите докторских диссертаций Института филологии Киевского университета (1999—2003).
В творческое наследие Елены Таланчук входят отдельные издания, статьи в научной периодике, всего более 85 научных трудов. Её монография «Українська народна космогонія. Специфіка міфопоетичного мислення» (1998) и словарь «Сто образів української міфології» (1998, в соавторстве) получили отзывы во многих периодических изданиях. Пособие «Українознавство. Усна народна творчість» (1998) было признано одним из лучших в конкурсе программы Фонда «Возрождение».
Была составителем 10 изданий, в частности хрестоматии украинского фольклора «Героїчний епос українського народу» (1993) и кн. 1 т. 4 «Історія української літератури» М. Грушевского (1994), а также творческого наследия Олены Пчилки и сборников произведений для детей. За подготовку полного издания избранных произведений Олены Пчилки для детей «Годі, діточки, вам спать!» отмечена в 1992 году премией имени Елены Пчилки в области литературы для детей.
В Институте украиноведения приняла участие в издании хрестоматии по украиноведению, упорядочила и издала для школьной библиотеки «Збірник українських народних дум та історичних пісень», написала раздел в коллективном труде «Українська література в системі українознавства» (2004).

## Основные труды
- Таланчук О. М. Українознавство. Усна народна творчість [Текст]: Навч. посібник / О. М. Таланчук. — К. : Либідь, 1998. — 248 с. — ISBN 966-06-0018-6
- Таланчук О. М. Українська народна космогонія: специфіка міфопоетичного мислення / О. М. Таланчук. — К. : Б-ка українця, 1998. — 309 с.
- 100 найвідоміших образів української міфології / під заг. ред. О. Таланчук, Ю. Бедрика.. — К. : Автограф, 2007. — 460 с.